# François-Rupert Carabin
François-Rupert Carabin (* 17. oder 27. März 1862 in Zabern / Elsaß; † 28. November 1932 in Straßburg) war ein französischer Künstler.

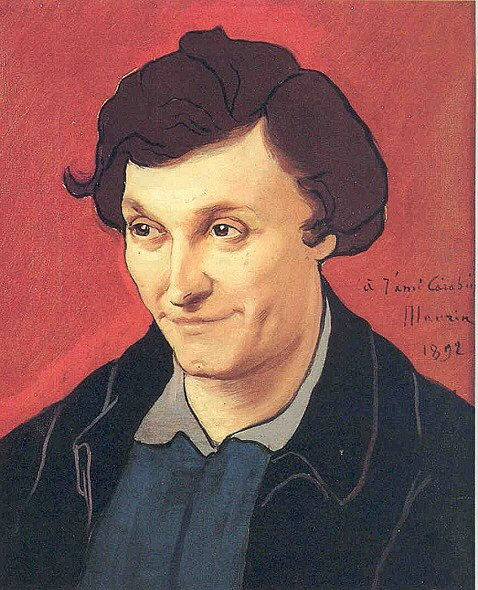
Carabin, Gemälde von Charles Maurin

## Leben
Bekannt ist er vorwiegend durch seine Holzarbeiten. Er betätigte sich jedoch auch als Bronzegießer und Goldschmied, schnitt Gemmen, prägte Medaillen und fertigte Keramiken. Für die Möbelindustrie machte er Entwürfe und nutzte auch das damals neue Medium der Fotografie.
Wegen des Deutsch-Französischen Kriegs verließ seine Familie das Elsass und zog nach Paris. Sein Lehrer an der Pariser École des dessins war Jacques Perrin. 1884 begründete Carabin zusammen mit Georges Seurat. Paul Signac und Albert Dubois-Pillet die Société des artistes indépendants. Er stellte seit 1891 regelmäßig im Rahmen der Société nationale des beaux-arts aus und war auch Mitglied der Wiener Secession, in der er um 1900 ebenfalls ausstellte und als deren Delegierter in Paris er Kunst der französischen Avantgarde für die Wiener Secession organisierte.
1920 wurde er zum Direktor der École supérieure des Arts décoratifs in Straßburg berufen.

## Veröffentlichungen
- Carabin François Rupert, École municipale des arts décoratifs, première décade, 1921–1930, Strasbourg 1930, 30 S.